# SUP (gruppo musicale)
I SUP (sigla che sta per Spherical Unit Provided), anche conosciuti come Etsicroxe e Supuration, sono un gruppo metal sperimentale francese.

## Storia
Nato nel 1989 a Wallers, nel nord della Francia, il gruppo era inizialmente denominato Etsicroxe (in francese Exorciste scritto al contrario), quindi Supuration e infine Spherical Unit Provided, spesso abbreviato in S.U.P.
I S.U.P. mescolano vari generi: dark, doom, gothic, industrial, death ed elementi techno.

## Formazione

### Formazione attuale
- Ludovic Loez - voce, chitarra elettrica (1995-presente)
- Fabrice Loez - chitarra elettrica (1995-presente)
- Frédéric Fievez - basso (1997-presente)
- Thierry Berger - batteria (1995-presente)

### Ex componenti
- Laurent Bessault - basso (1990-1997)
- Mike Bracelet - chitarra (1990-1991)
- Stéphane Buriez - chitarra

## Discografia

### Discografia come Etsicroxe

#### Demo
- 1989 - Haunted
- 1989 - Live in Avesnes-les-Aubert

### Discografia come Supuration

#### Demo
- 1991 - Promo Tape '91

#### Album in studio
- 1993 - The Cube
- 1994 - Still In The Sphere
- 2003 - Incubation
- 2006 - Supuration Ultimate Sessions 1992-1993 - Official Bootleg Nº14
- 2011 - Cube 3
- 2015 - Reveries...

#### Album dal vivo
- 2017 - Live Series Vol I Incubation Tour

#### Singoli
- 1991 - Isolated
- 1991 - The Creeping Unknown
- 1991 - Ephemeral Paradise

### Discografia come SUP

#### Demo
- Forlorn Emotion, SUP, M.Pheral

#### Album in studio
- 1995 - Anomaly
- 1997 - Room Seven
- 1999 - Chronophobia
- 2000 - Anomaly 2000
- 2001 - To Live Alone
- 2002 - Angelus
- 2005 - Imago
- 2008 - Hegemony
- 2019 - Dissymmetry

#### Album dal vivo
- 2000 - Chronophobia Live Paris, Le Club Dunois
- 2018 - Live Series Vol 1 Chronophobia Tour

#### Raccolte
- 1995 - Supuration 9092
- 2003 - Chronotour 2000 - Official Bootleg N°1
- 2003 - Insanity Original Soundtrack - Official Bootleg Nº2
- 2003 - Demos Room Seven 1997/Radio Campus 1994 - Official Bootleg Nº3
- 2003 - Anomaly Tour 96 - Official Bootleg Nº4
- 2003 - Angelus Live & Demos - Official Bootleg Nº5
- 2003 - Chronophobia Demos - Official Bootleg Nº6
- 2005 - Angelus Demos/Live... - Official Bootleg Nº12
- 2006 - Imago Demos 2004-2005 - Official Bootleg Nº13
- 2011 - Hegemony Demos - Official Bootleg Nº16

#### EP
- 1994 - Supuration Still in the Sphere
- 1996 - Transfer
- 2004 - SuP Transfer
- 2011 - Supuration/Etsicroxe Back from the Crematory

#### Singoli
- 1995 - Pain Injection